# Heterosphecia
Heterosphecia is een geslacht van vlinders uit de familie wespvlinders (Sesiidae), onderfamilie Sesiinae.
Heterosphecia is voor het eerst wetenschappelijk beschreven door Le Cerf in 1916. De typesoort is Heterosphecia myticus.

## Soorten
Heterosphecia omvat de volgende soorten:
- Heterosphecia bantanakai (Arita & Gorbunov, 2000)
- Heterosphecia hyaloptera (Hampson, 1919)
- Heterosphecia indica Kallies, 2003
- Heterosphecia melissoides (Hampson, 1893)
- Heterosphecia robinsoni Kallies, 2003
- Heterosphecia soljanikovi (Gorbunov, 1988)
- Heterosphecia tawonoides Kallies, 2003